# Parapodascon stebbingi
Parapodascon stebbingi is een pissebed uit de familie Podasconidae. De wetenschappelijke naam van de soort is voor het eerst geldig gepubliceerd in 1895 door Giard & Bonnier.